# Arturo Lemus Beltran
Arturo Lemus Beltrán (Chimalhuacán, 14 de enero de 1978) es un artista mexicano que entró en el campo a la edad de 23 años, sin interés ni formación previa hasta que se le concedió una beca a la Casa Lamm para estudiar. Comenzó a exponer antes de su graduación en 2010 y desde entonces su trabajo se ha mostrado en México, Canadá y los Estados Unidos, así como se ha vendido en subasta para caridad junto con nombres mucho más conocidos. También participa en varias asociaciones civiles japonesas e israelíes y es miembro fundador del grupo Expresión Urbana Popular, que promueve el arte entre los jóvenes.

## Biografía
Arturo Lemus Beltrán nació el 14 de enero de 1978 en Chimalhuacán, Estado de México. No creció con interés en dibujar o pintar. En cambio, trabajaba como inspector de calidad en varias fábricas hasta que tuvo la oportunidad de trabajar en un centro cultural en Ixtapaluca. Allí comenzó a trabajar en proyectos de pintura y cartonería, y su talento le valió una beca para el Centro Cultural Casa Lamm cuando tenía 23 años, asistiendo de 2007 a 2010.

### Carrera

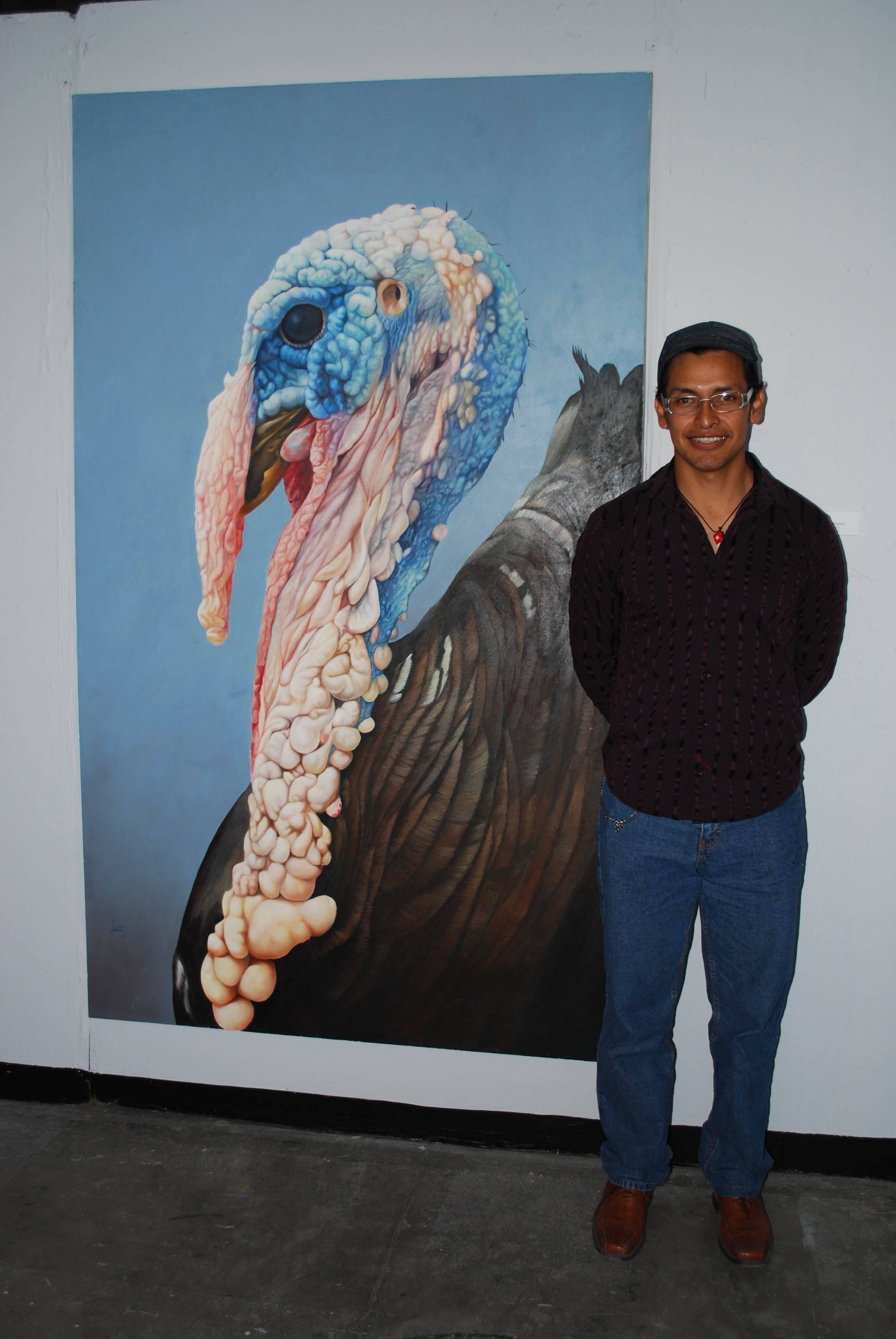
Beltrán con pintura en la Fábrica de Artes y Oficios Oriente en la Ciudad de México

Comenzó a exponer su trabajo antes de graduarse del programa de arte Casa Lamm, y desde entonces ha tenido numerosas exposiciones individuales y colectivas en México con exposiciones fuera del país en Canadá y Estados Unidos. Gran parte de su trabajo de exhibición ha estado en asociación con asociaciones civiles japonesas e israelíes junto con la embajada sudafricana en México.
Su primera exposición fue en 2009 en el Tecnológico de Estudios Superiores de Chimalhuacán.[2] Otras exposiciones incluyen una exposición sin título en el Centro Universitario UAEM en Texcoco en 2011,Expo Cultural Africa Ixtapaluca en 2010 y "Paisajes Urbanos de DF" en el Centro Deportivo Israelita. A.C. en 2012.[También participó en un esfuerzo de colaboración en Garros Galería llamado "Los Gatos Son del Espacio" en 2011 junto con Kenta Torii, Zelet, Jeavi Mental y Odette Paz.
Ha participado en varias asociaciones civiles y culturales dedicadas a la promoción del arte. Esta participación incluyó esfuerzos de ayuda para huérfanos japoneses después del terremoto y tsunami de Tōhoku de 2011 participando en el "¡Amor a Japón!, Venta de Arte para ayudar a los huérfanos del Sismo-Tsunami de Tohoku" en junio de 2011 en la Galería de Libros del Conejoblanco patrocinada por la Fundación Paisaje social AC.[Es miembro fundador de la Expresión Urbana Popular (EXUPO) para promover el arte entre los jóvenes.
Ha sido invitado a donar piezas para dos importantes subastas benéficas en México: Cajas Mágicas con la Fundación Mexicana para la Planeación Familiar y la Gran Subasta de la Ciudad de México celebrada por la Fundación Juan Camilo Mouriño Terrazo, ambas en 2011. Para el primer evento, su obra llamada "Las Tres Edades" fue subastada junto con las de Pedro Friedeberg y Francisco Castro Leñero.Para este último, contribuyó con una pieza llamada "El Abuelo", que fue vendida a la familia de Josefina Vázquez Mota.